# Chalcides pentadactylus
Chalcides pentadactylus är en ödleart som beskrevs av  Richard Henry Beddome 1870. Chalcides pentadactylus ingår i släktet Chalcides och familjen skinkar. Inga underarter finns listade i Catalogue of Life.